# Dysphania endoleuca
Dysphania endoleuca là một loài bướm đêm trong họ Geometridae.